# Locomotiva FS 388
Le locomotive del gruppo 388 erano una serie di 3 macchine, a vapore saturo e semplice espansione, a tre assi con tender, alimentate a carbone, che le Ferrovie dello Stato acquisirono dalla Società Sicula Occidentale nel 1907 in seguito alla statizzazione delle ferrovie. 

## Storia
Le locomotive del gruppo vennero acquisite dalla Società Sicula Occidentale per l'utilizzazione nella propria linea Palermo-Trapani via Castelvetrano; le ordinazioni vennero fatte alla Ansaldo, fabbrica di locomotive a vapore italiana sorta a Sampierdarena.
Le prime due unità vennero consegnate nel 1896, la terza nel 1901.
Le tre locomotive FSO furono immatricolate nel gruppo 388 delle Ferrovie dello Stato nel 1907 in seguito al riscatto della linea della Sicula Occidentale e nell'album delle locomotive FS edito nel 1914 risultano ancora in carico.

## Caratteristiche
Le locomotive del Gruppo 388 FS erano sostanzialmente simili a quelle del gruppo 1-20, a vapore saturo e a semplice espansione con 2 cilindri interni con distribuzione del tipo Stephenson, a cassetto piano, interna al telaio. Il rodiggio era 0-3-0, a tre assi accoppiati, e avevano la medesima potenza di 257 kW ma differivano nel diametro delle ruote più grandi, 1445 mm, essendo concepite per i treni viaggiatori. Pur avendo la stessa caldaia e un'identica superficie di riscaldamento avevano una pressione di taratura maggiore, 9 bar. 
La maggiore massa complessiva, e quindi una maggiore massa per asse rispetto alle cugine del gruppo 1-20, permettevano alla locomotiva di applicare una forza di trazione allo spunto di 5250 kg. 
Le locomotive erano munite di freno a controvapore e di freno continuo automatico agente sulle ruote del tender.
Il tender era a due assi con massa complessiva di 22,5 t. Il carico di carbone era di 3,5 t mentre il carico d'acqua era di 7 t. La velocità massima della locomotiva era di 55 km/h.